# Casa Llaverias
A Casa Llaverias é uma antiga fábrica de móveis de luxo, que situava-se na Rua Barão de Itapetininga, nº 58, bairro da República, na cidade de São Paulo. Era considerada das grandes fábricas de São Paulo.

## Histórico
A Casa Llaverias foi fundada por João M. Llaverias no ano de 1890.

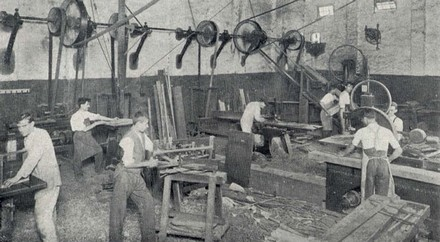
Seção de Máquinas

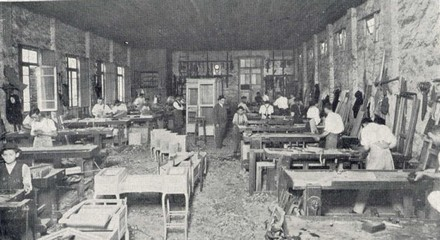
Seção de Marcenaria

Em edição da revista "A Cigarra" de 1915, é publicado um artigo mencionando a qualidade da fabricação dos produtos, que fazem concorrência com os melhores móveis importados do exterior. 
Possuía clientelas não somente da capital, mas também do interior. A sala de jantar do Dr. Felisberto Pedroso foi executada em sua oficina. Menciona a exposição em sua loja à Rua Barão de Itapetininga e apresenta fotos também do seu depósito de madeira de lei e as seções de máquinas e marcenarias.
Também teve loja à Rua São João 149, entre as ruas Ypiranga e Tymbiras, onde tinha tinha uma exposição permanente de móveis de primeira ordem, conforme anúncio publicado no Jornal Correio Paulistano de cinco de maio de 1900.
Em 1922, adquire prédio à rua Consolação 31, como consta em publicação do Jornal Correio Paulistano de 13 de janeiro de 1922. Também chegou a executar serviços para a Secretaria da Agricultura, conforme consta no aviso de pagamento feito a João M. Llaverias em 1911, onde foi encomendada uma taboleta para exposição de Turim.